# Перегоновка (Кировоградская область)
Перего́новка (укр. Перегонівка) — село, центр Перегоновской сельской общины Голованевского района Кировоградской области Украины.

## История
Начало основания села приходится на конец XIV века. В 1965 г. при земельных работах в селе найдено немало предметов старины и каменный крест, на котором явно видна дата 1391. Очевидно, что уже в то время здесь появилось поселение славян, исповедовавших христианскую веру. О происхождении названия имеется несколько предположений, например:
Во время татарских походов (XVI—XVII вв.) через территорию села проходил так называемый «Черный путь», которым гнали большое количество пленных в татарскую неволю.
В районе нынешнего села был организован переход через р. Ятрань, которым перегоняли пленных. Отсюда и возникло название села — Перегоновка. По народным преданиям, одним из первых жителей села был крестьянин Исай, который жил на самом берегу Ятрани. Эта часть села называется Висайкы, на левом берегу хозяйничали его сыновья — Митрофан и Малах. Эти части села называются Митрофановка и Малаховка. Долгое время край был под властью литовских князей, а со второй половины XVI века оказался под главенством Речи Посполитой. Польские паны закрепощали крестьян, обращались с ними как с рабами, провинившихся жестоко наказывали.
В XIX веке село Перегоновка было в составе Подвысокской волости Уманского уезда Киевской губернии. В селе была Крестовоздвиженская церковь.
По данным на 1 января 1966 в селе проживало 5477 человек, имелось 1700 дворов.

### Битва под Перегоновкой
22 сентября 1919 года в окрестностях Перегоновки произошло крупное сражение Украинской Повстанческой Армии под командованием батьки Махно с частями Добровольческой армии. Сражение под Перегоновкой, по мнению многих историков, оказало значительное влияние на ход гражданской войны на юге России.